# 陳琦
陳 琦（ちん き）は中華人民共和国出身の元野球選手。身長183cm。体重86kg。ポジションは一塁手・外野手。左投左打。
CBLの上海ゴールデンイーグルスに所属していた。持ち前の長打力と貴重な左打者として中国代表に招集される。
2006年にはワールドベースボールクラシック中国代表に選出された。